# Lê Hữu Phước
Lê Hữu Phước (sinh năm 1961) là đại biểu Quốc hội Việt Nam khóa XIII, thuộc đoàn đại biểu Bình Dương.

## Tiểu sử
Lê Hữu Phước sinh ngày 14 tháng 2 năm 2024, người Kinh, không theo tôn giáo nào.
Ông có quê quán tại xã Tương Bình Hiệp, thành phố Thủ Dầu Một, tỉnh Bình Dương.
Ông có trình độ chuyên môn là Cử nhân Tài chính kế toán, Cử nhân Quản lý văn hóa.
Ngày 4 tháng 7 năm 1987, ông gia nhập Đảng Cộng sản Việt Nam.
Ông có chứng chỉ cao cấp lý luận chính trị.
Ông nguyên là Đại biểu Quốc hội Việt Nam khóa 13 thuộc đoàn đại biểu tỉnh Bình Dương, trúng cử tại tỉnh Bình Dương, nguyên Phó Bí thư Đảng ủy, Phó Giám đốc Sở Văn hóa, Thể thao và Du lịch tỉnh Bình Dương, Ủy viên Ủy ban Văn hoá, Giáo dục, Thanh niên, Thiếu niên và Nhi đồng của Quốc hội khóa 13.